# Galaxias gracilis
Galaxias gracilis es un pez que pertenece a la familia Galaxiidae. Esta especie se encuentra en la isla Norte de Nueva Zelanda.
Puede alcanzar una longitud máxima de aproximadamente 6,2 centímetros.